# Дами Им
Дами Им (кореј. 임다미; Сеул, 17. октобар 1988) јужнокорејско-аустралијска је кантауторка. Рођена је у Јужној Кореји, а заједно са породицом је емигрирала у Аустралију када је имала 9 година. Победила је у петој сезони аустралијског Икс Фактора и убрзо почела да сарађује са компанијом Sony Music Australia.
Са песмом Sound of Silence (срп. Звук тишине) представљала је Аустралију на Песми Евровизије 2016. у Стокхолму, где је заузела 1. место у гласању професионалног жирија, али 2. место свеукупно јер је у гласању публике била 4.